# Eleição para prefeito de Jacksonville em 2007
As eleições municipais de 2007 em Jacksonville decorreram no dia 20 de Março de 2007.
O presidente Republicano em funções, John Peyton foi reeleito para um segundo mandato de 4 anos ao vencer o Democrata Jackie Brown, um activista comunitário desde há muito.

## Candidatos
- Republicano John Peyton, Presidente da Câmara em funções, concorrente para um segundo mandato.

- Democrata Jackie Brown, activista político local que iniciou um movimento de ajuda aos negros da zona de Jacksonville[1].

## Resultados
| Partido        | Candidato    | Votos   | Percentagem |
| -------------- | ------------ | ------- | ----------- |
| Republicano    | John Peyton  | 78.176  | 76,24%      |
| Democrata      | Jackie Brown | 24.357  | 23,76%      |
| Total de Votos |              | 102.533 | 100,0%      |